# Łabędź trąbiący
Łabędź trąbiący (Cygnus buccinator) – gatunek dużego ptaka z podrodziny gęsi (Anserinae) w rodzinie kaczkowatych (Anatidae).
To największy rodzimy ptak Ameryki Północnej pod względem masy ciała i długości oraz największy ptak wodny żyjący na Ziemi. Jest północnoamerykańskim odpowiednikiem euroazjatyckiego łabędzia krzykliwego.

## Systematyka
Łabędź trąbiący to gatunek monotypowy. Jest blisko spokrewniony z łabędziem krzykliwym (C. cygnus) z Eurazji, a dawniej bywał uznawany za jego podgatunek. Czasami umieszczano go w rodzaju Olor wraz z łabędziem krzykliwym i czarnodziobym (C. columbianus).

## Charakterystyka
Długość ciała samic 1398–1476 mm, samców 1425–1579 mm, średnia rozpiętość skrzydeł 2,03 metra; masa ciała samic 9,1–10,4 kg, samców 9,5–13,6 kg. Rozmiarami może konkurować z nim jedynie introdukowany łabędź niemy, rodzimy dla obszaru Eurazji i zazwyczaj nieznacznie cięższy, choć łabędź trąbiący osiąga większą długość. Rekordowe samce osiągały nawet długość 183 cm i 3 m rozpiętości skrzydeł przy masie 17,2 kg.

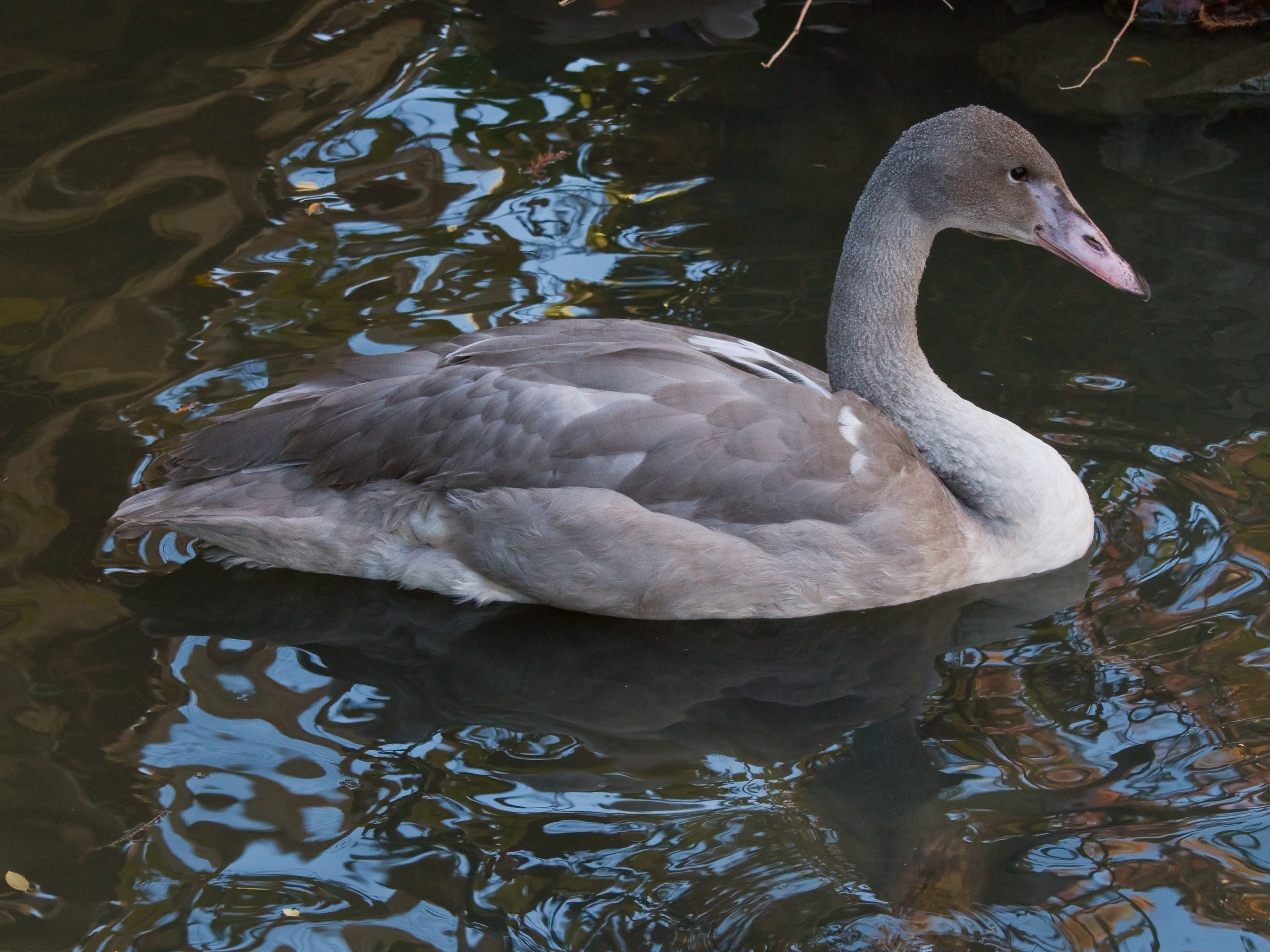
Młody osobnik w zoo

Ptaki mają białe upierzenie z długą szyją, czarnym dziobem z delikatnie zaznaczoną łososiowo-różową krawędzią dzioba i ze zwykle czarnymi krótkimi nogami (ich barwa może się jednak różnić. Młodociane łabędzie krzykliwe są z wyglądu szare, białe stają się po pierwszym roku życia. Łabędzia trąbiącego łatwo rozróżnić od łabędzia niemego patrząc na pomarańczowy dziób i inną budowę ciała – szczególnie szyja, która jest prawie zawsze zakrzywiona przy samym tułowiu. Łabędź czarnodzioby jest bardzo podobny do łabędzia trąbiącego, ale jest mniejszy i zwykle ma żółty dziób. Wyjątkowo rzadko żółty dziób może pojawić się jednak i u łabędzia trąbiącego. Rozróżnienie obu tych gatunków z daleka (gdy trudniej jest ocenić wielkość) może sprawić problem i wymaga doświadczenia w terenie oraz znajomości szczegółów budowy.

## Występowanie i biotop

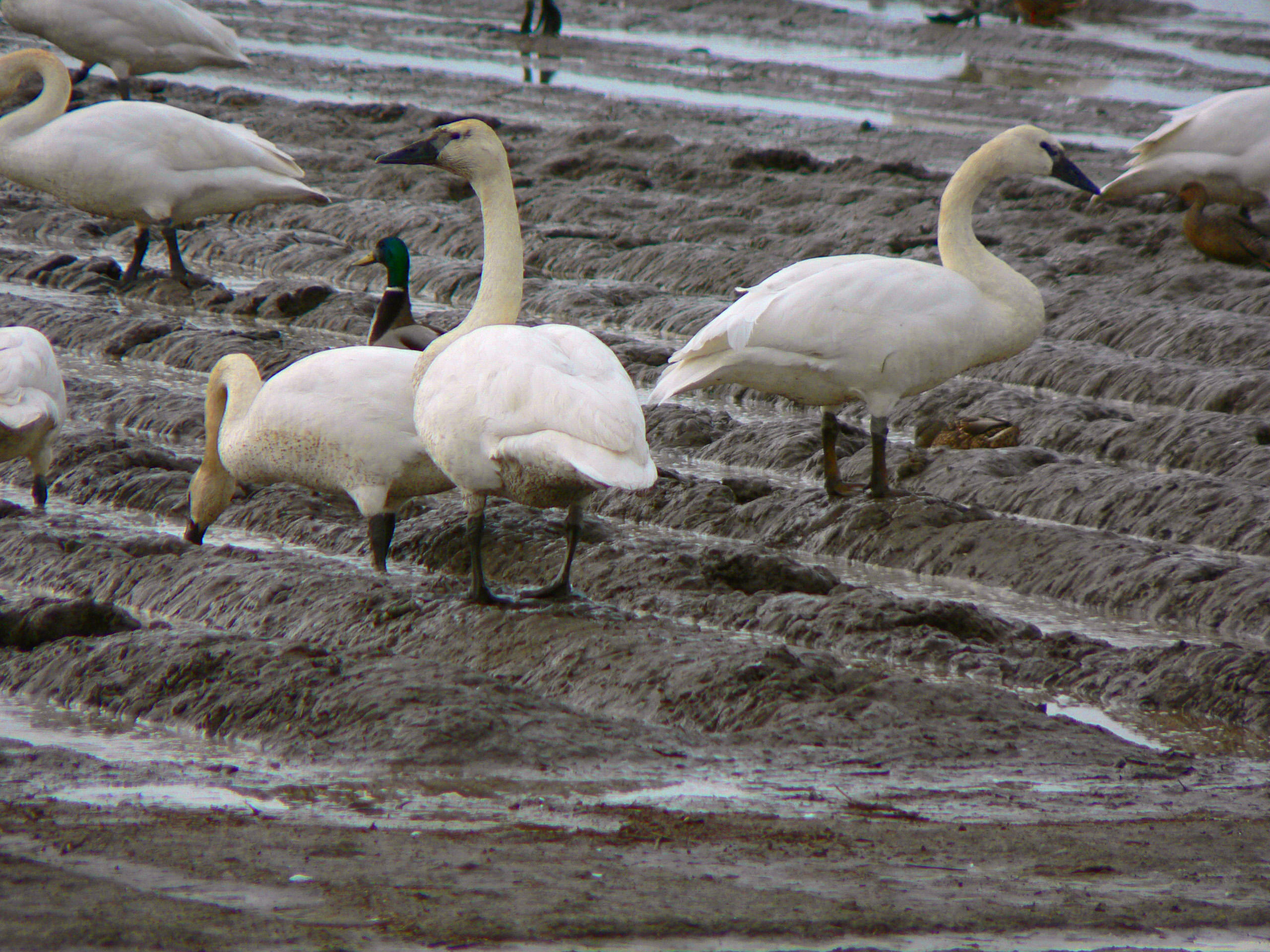
Łabędź trąbiący zimą może wyjadać resztki po zbiorach na polach uprawnych, choć głównie żeruje na wodzie

Lęgowiska łabędzi trąbiących to duże płytkie stawy i szerokie wolno płynące rzeki w północno-zachodniej i środkowej Ameryce Północnej. Największe skupiska par lęgowych spotyka się na Alasce. Naturalnym zjawiskiem jest migracja populacji tego gatunku do i z wybrzeży Pacyfiku oraz jej części do Stanów Zjednoczonych. Lecą w typowych stadach tworzących V-kształtny klucz. Osobniki wypuszczone na wolność nie migrują. Zimą ptaki wędrują w południowej części Kanady, do wschodnich regionów północno-zachodnich Stanów Zjednoczonych, zwłaszcza nad jeziorami Red Rock Lakes w Montanie, ale były też widziane dużo bardziej na południe – nawet w Pagosa Springs w stanie Kolorado. Historycznie ich zasięg przebiegał przez południowe stany – Teksas i południową Kalifornię.
Komisja Faunistyczna Sekcji Ornitologicznej Polskiego Towarzystwa Zoologicznego wymienia go na liście gatunków stwierdzonych w Polsce, lecz nie zaliczonych do awifauny krajowej (kategoria E w klasyfikacji AERC – pojaw nienaturalny).

## Pożywienie
Jako ptaki typowo wodne żerują w trakcie pływania, czasem zanurzając większą część ciała, tak że nad taflą widać jedynie tylną część ciała, próbują dostać się do zanurzonego w wodzie pokarmu. Dieta jest prawie całkowicie związana z roślinami wodnymi. Zimą łabędzie trąbiące mogą również skubać trawę i zboża na polach. Młode są karmione przede wszystkim owadami i małymi skorupiakami, które znajdują się między roślinnością. Po paru miesiącach pożywienie stopniowo staje się bardziej roślinne.
Drapieżnikami, które czyhają na jaja tych łabędzi są kruki (Corvus corax), szopy pracze (Procyon lotor), rosomaki (Gulo gulo), baribale (Ursus americanus), niedźwiedzie brunatne (Ursus arctos), kojoty (Canis latrans), wilki (Canis lupus) i wydry kanadyjskie (Lontra canadensis). Większość z tych łowców łapie też małe łabędziątka, poza tym polują na nie żółwie jaszczurowate (Chelydra serpentina), mewy kalifornijskie (Larus californicus), puchacze wirginijskie (Bubo virginianus) i norki amerykańskie (Mustela vison). Większe łabędziątka i gnieżdżące się ptaki dorosłe padają ofiarą orłów przednich (Aquila chrysaetos), rysi rudych (Lynx rufus), lisów (Vulpes vulpes) i kojotów. Dorosłe łabędzie trąbiące, kiedy nie wysiadują jaj, właściwie nie podlegają drapieżnictwu; notowano pojedyncze przypadki ataków w wykonaniu orłów przednich i bielików amerykańskich, ale przeważnie nie były one skuteczne.

## Okres lęgowy

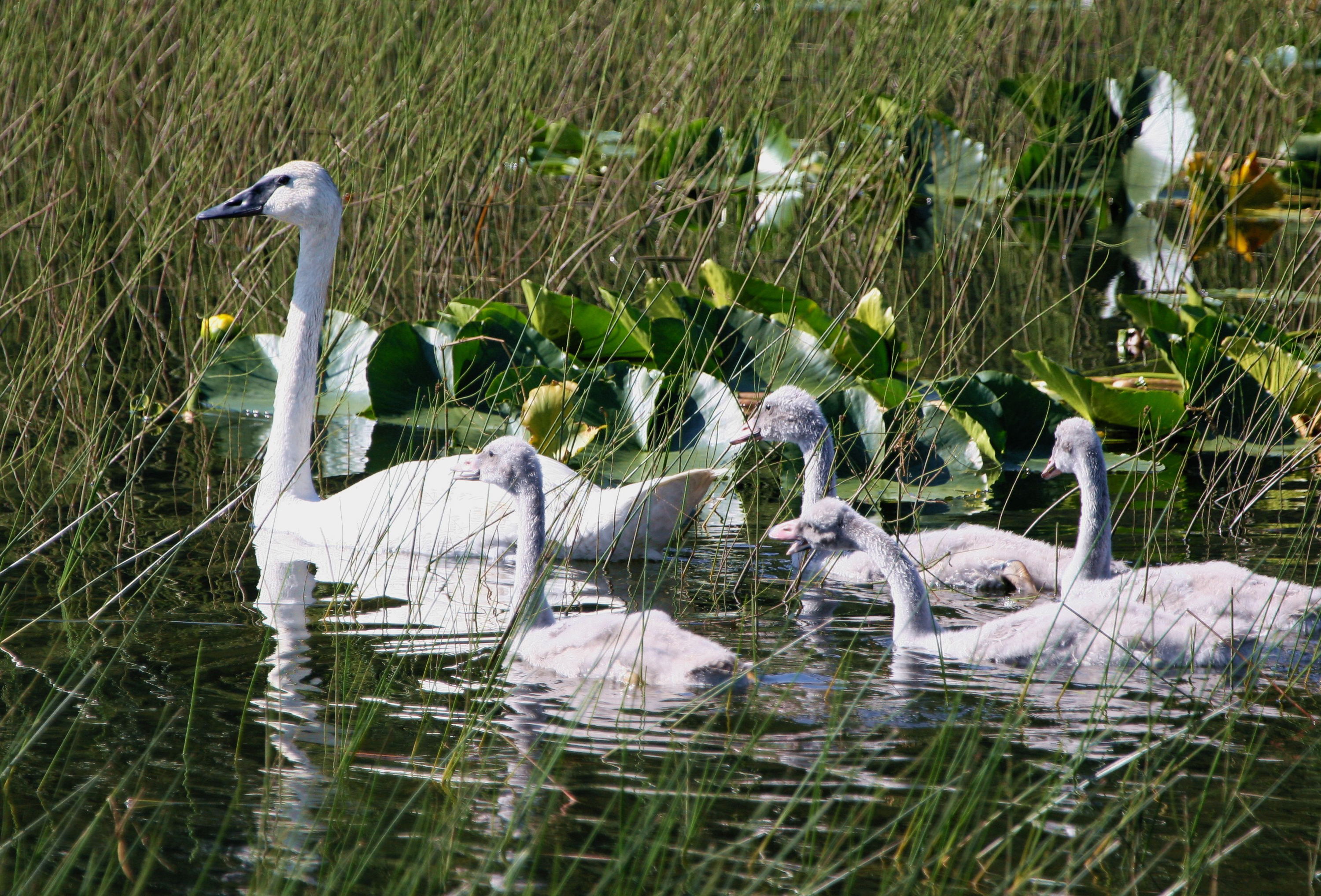
Lęg łabędzia trąbiącego

Samica składa średnio 3–10 jaj na kopcu zbudowanym z materiałów roślinnych znajdującym się na pływających platformach, małych wyspach lub żeremiach zbudowanych przez bobry kanadyjskie i piżmaki. To samo lęgowisko może być używane przez wiele lat. Jaja mają 73 mm szerokości i 113,5 mm długości. Ważą około 320 g. Okres wysiadywania trwa 32–37 dni.

Łabędzie trąbiące kojarzą się w pary na całe życie. Oboje rodzice biorą udział w wychowaniu piskląt, choć tylko matka siedzi na jajach. W ciągu 2 dni łabędziątka zaczynają pływać i zwykle najwyżej po 2 tygodnie są w stanie same szukać dla siebie pokarmu.
W trakcie letniego pierzenia łabędzie tracą swe lotki. Samice tracą zdolność do lotu krótko po wykluciu się młodych; samce podlegają perzeniu miesiąc później, kiedy ich partnerki kończą ten proces.

## Status i ochrona

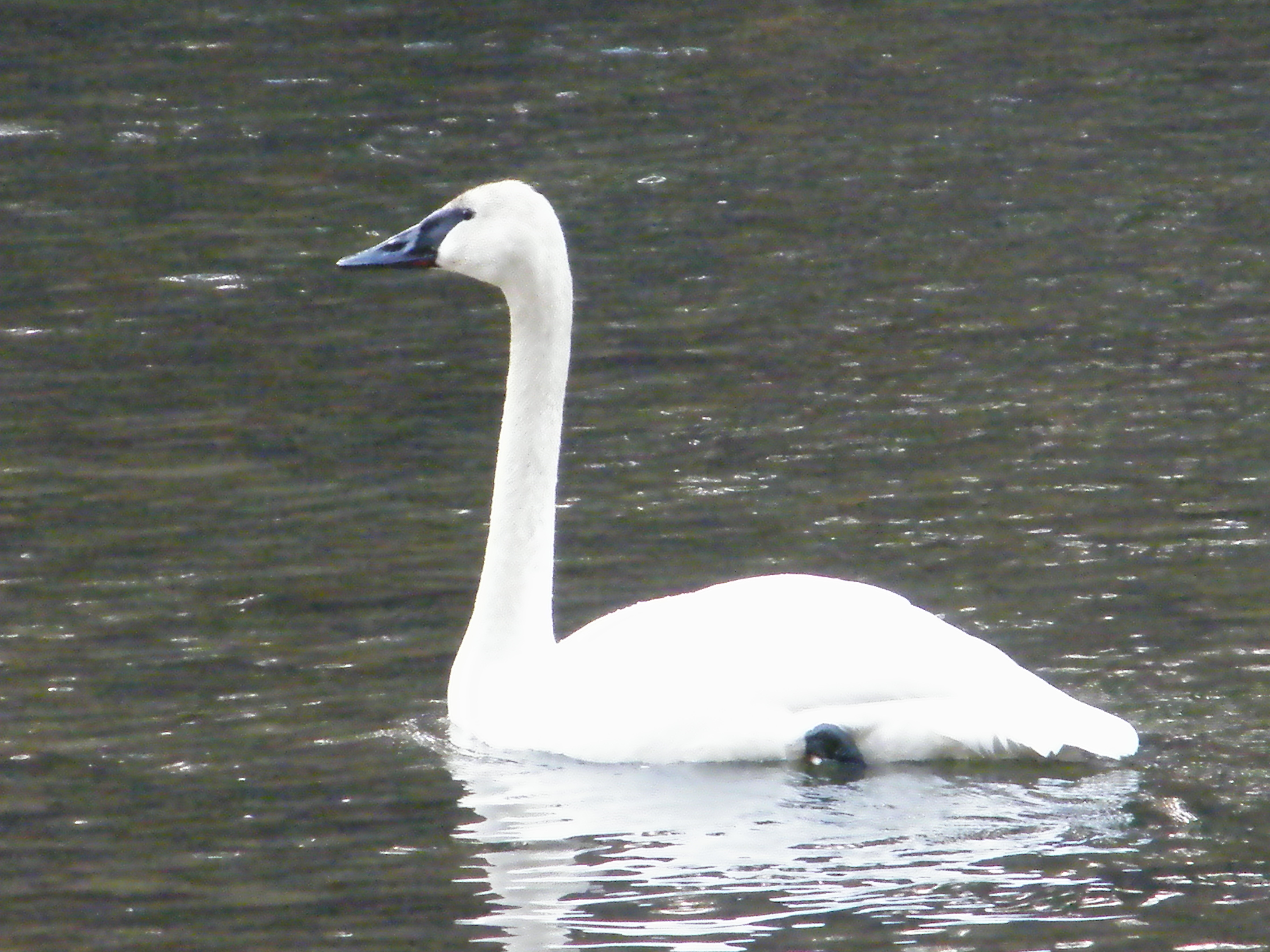
Łabędź trąbiący zimujący w Kolumbii Brytyjskiej, Kanada

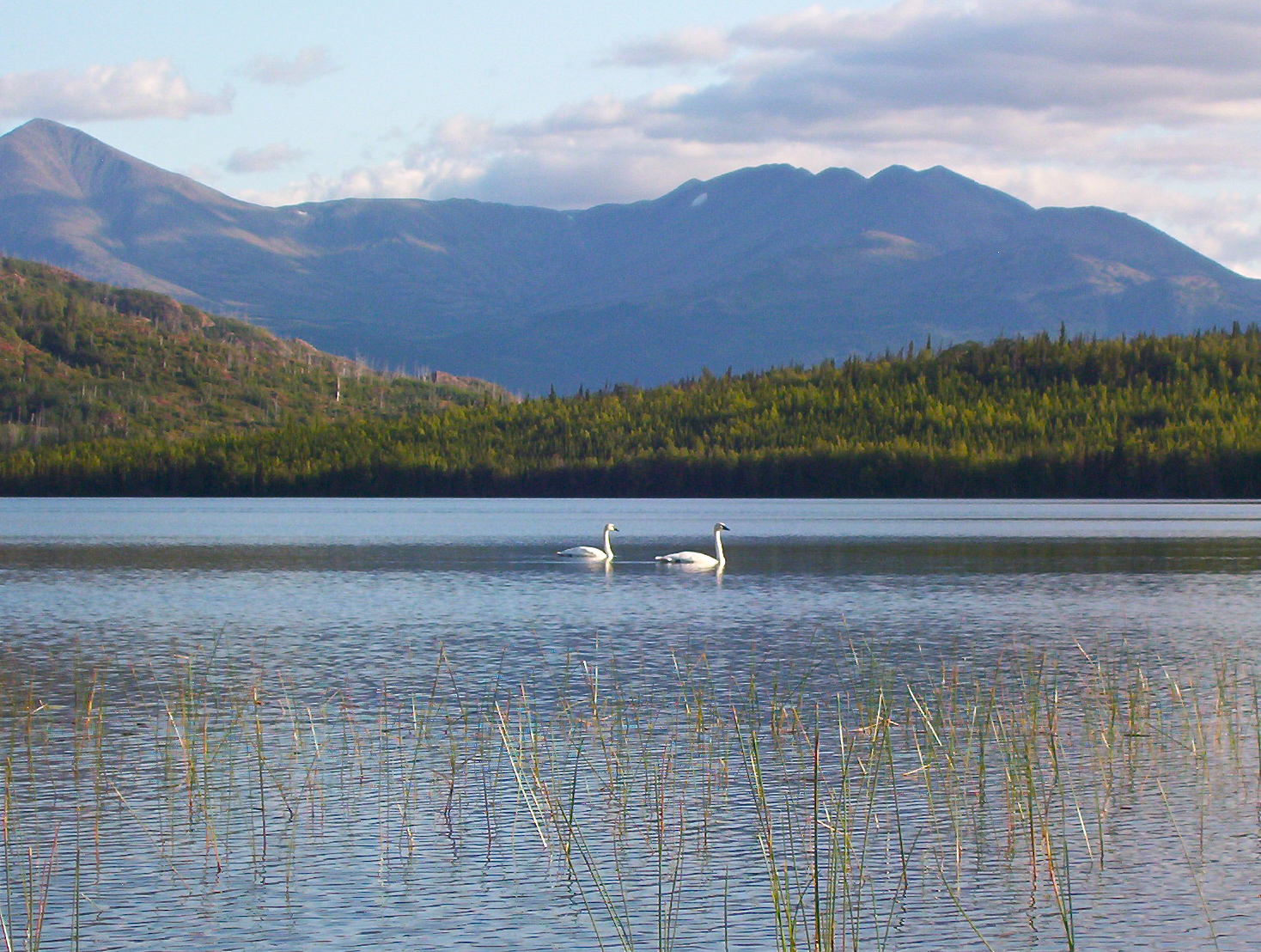
Para lęgowa na jeziorze w Rezerwacie Kenai na Alasce

Międzynarodowa Unia Ochrony Przyrody (IUCN) uznaje łabędzia trąbiącego za gatunek najmniejszej troski (LC – Least Concern). Globalny trend liczebności populacji uznawany jest za wzrostowy.
W wieku XIX i XX masowo polowano na łabędzie trąbiące, zarówno dla rozrywki, jak i dla piór. Gatunek ten jest również niezwykle wrażliwy za młodu na ołowice (zatrucie związkami ołowiu). Kiedyś ptaki te rozmnażały się w Ameryce Północnej od północno-zachodniej Indiany po Oregon w Stanach Zjednoczonych i w Kanadzie od Zatoki Jamesa po Jukon. Odbywały migracje daleko na południe do Teksasu i południowej Kalifornii. Już na początku XX wieku był to ptak rzadki lub wymarły w większości stanów USA. W roku 1918 całkowicie zakazano polowań na łabędzie trąbiące, a w roku 1929 umożliwiono wykup ziemi od prywatnych właścicieli w celu tworzenia chroniących je rezerwatów, były to jednak działania spóźnione – do tego czasu ocalała tylko jedna znana populacja gatunku, bytująca na obszarze gorących źródlisk wokół wulkanu Yellowstone. Do roku 1933 jej liczebność spadła poniżej siedemdziesięciu osobników, a ostateczne wyginięcie było uznawane za nieuniknione. Chociaż w ciągu dwóch kolejnych dekad dzięki intensywnym zabiegom ochronnym rozmiar tej populacji nieco wzrósł, gatunek pozostawał krytycznie zagrożony. Przełom nastąpił dopiero na początku lat pięćdziesiątych, kiedy odkryto wcześniej nieznaną, kilkutysięczną kolonię łabędzi trąbiących utrzymującą się w systemie Rzeki Miedzianej na Alasce.
Najwcześniejsze próby reintrodukcji tych łabędzi na inne części pierwotnego areału występowania lub na inne tereny zakończyły się jedynie niewielkim sukcesem, ponieważ na odpowiednich biotopach populacje kurczyły się, a uwolnione ptaki w innych miejscach nie podejmowały migracji. Później w ciągu 30 lat populacje na większości terenów wykazywały ciągły wzrost. Dane dostarczone przez Służbę Połowu i Dzikiej Przyrody Stanów Zjednoczonych wykazały 400% wzrostu liczebności w tym okresie, z wzrastającym jednocześnie tempem przyrostu.
Przeszkodą we wzroście liczebności łabędzia trąbiącego w regionie Wielkich Jezior jest obecnie wzrastająca liczba niemigrujących grup łabędzi niemych, które konkurują z nimi o środowisko życia. Zoo w Toronto rozpoczęło projekt ochrony gatunku w 1982 roku, wykorzystując jaja zebrane z naturalnego środowiska. Użyto również osobników złapanych w dzikich siedliskach. Od tego czasu ponad 180 ptaków uwolniono na wolność w Ontario. Pomimo ołowicy wywołanej granulatami z paszą wystrzeliwanymi ze śrutówek w trakcie polowań przez myśliwych, perspektywy na przywrócenie pierwotnego stanu rysują się pozytywnie.
Łabędź trąbiący jest zaklasyfikowany jako gatunek zagrożony wyginięciem w stanie Minnesota.